# Jochen Voit
Jochen Andreas Voit (* 1972 in Nürnberg) ist ein deutscher Historiker, Autor, Ausstellungskurator und Comic-Szenarist. Er ist Leiter der Gedenk- und Bildungsstätte Andreasstraße und hält Lehrveranstaltungen im Bereich Public History an der Universität Erfurt.

## Leben
Voit erlernte den Beruf des Buchhändlers und studierte anschließend Geschichte und Kommunikationswissenschaft an der Universität München, u. a. bei Christian Meier und Wolfram Siemann. Daneben moderierte er Musik- und Literatursendungen im Radio auf der Jazz Welle Plus und schrieb u. a. für die Süddeutsche Zeitung. Ab 2002 arbeitete er als freier Kulturjournalist in Berlin, kuratierte historische Ausstellungen und entwickelte Oral History-Projekte (erinnerungsort.de). 2006/2007 stand Voit als Geschichtsexperte für die Pro7-Sendung „Galileo Mystery“ vor der Kamera. Das Format wurde in der Comedy-Serie Switch reloaded parodiert und Jochen Voit von dem Schauspieler Michael Kessler dargestellt. Ab 2008 war Jochen Voit für das DDR-Museum Berlin als Referent tätig und schrieb zusammen mit Stefan Wolle die Texte für die erweiterte Dauerausstellung und die dazugehörige Publikation.
An der Universität Jena wurde Jochen Voit 2010, wissenschaftlich betreut von Rainer Gries, mit einer politik- und kulturhistorischen Biografie über die sozialistische Ikone Ernst Busch promoviert. Das hieraus entstandene und beim Aufbau-Verlag veröffentlichte Buch wurde breit rezensiert; der NDR nannte es ein „Meisterwerk“. 2011 war er Gründungsredakteur beim Zeitzeugenportal „Gedächtnis der Nation“ in Mainz, bevor er 2012 die Leitung des Aufbaustabs der Gedenk- und Bildungsstätte Andreasstraße in Erfurt übernahm. Er verfolgte das Konzept, aus dem ehemaligen Unterdrückungsort einen Ort spannender Geschichtsvermittlung zu machen. Aufbauend auf Archivrecherchen und Interviews mit Zeitzeugen entstand durch den Einsatz moderner medialer Mittel eine publikumsorientierte Gedenkstätte, zu deren Leiter Voit 2014 ernannt wurde. Seitdem entwickelte sich die Gedenkstätte, in Trägerschaft der Stiftung Ettersberg, zu einem bedeutenden Erinnerungsort an die SED-Diktatur in Thüringen. Auch zur NS-Geschichte der Haftanstalt in der Andreasstraße kuratierte Voit eine eigene Ausstellung. Zusammen mit Annegret Schüle und Christiane Kuller entwickelte er ein dreijähriges Forschungs- und Vermittlungsprojekt zum Erfurter Jugendwiderstand im Nationalsozialismus und rückte erstmals die Widerstandsgruppe um Jochen Bock ins öffentliche Bewusstsein. 2019 reiste er nach Kambodscha und initiierte eine langfristige Zusammenarbeit der Gedenkstätte Andreasstraße mit dem Tul Sleng Genozid Museum in Phnom Penh. Sein Stil als Kurator und Geschichtsvermittler zeichnet sich u. a. durch den starken Einsatz popkultureller Mittel aus, insbesondere von Comics. Laut MDR ist Jochen Voit „einer der innovativsten Geschichtsvermittler“.
Jochen Voit ist seit 2016 Vertrauensdozent der Friedrich-Ebert-Stiftung und berät Gedenkstätten und Museen. 2018/19 war er Mitglied des Fachkundigen Gremiums Keibelstraße, das Empfehlungen zur Transformation des historischen Berliner Polizeigefängnisses erarbeitete. Er gehört dem Wissenschaftlichen Beirat des Vereins Weimarer Republik zum Haus der Weimarer Republik an.

### Comics
Bereits als Redakteur der Schülerzeitung des Neuen Gymnasiums Nürnberg schrieb Jochen Voit Texte für Bildergeschichten und arbeitete mit dem Cartoonisten Gymmick zusammen. Sein erstes Comic-Szenario schrieb er in den 1990er Jahren als Student in München für einen humorvollen Superhelden-Comic (der nie veröffentlicht wurde). Seit 2012 arbeitet Jochen Voit als Autor mit Zeichnerinnen und Zeichnern zusammen und entwickelt Graphic Novels zu geschichtlichen und gesellschaftlichen Themen. Auf Kollaborationen mit dem Comic-Künstler Simon Schwartz und dem Illustrator Phillip Janta beim Aufbau der Gedenkstätte Andreasstraße folgte die Zusammenarbeit mit dem Comiczeichner Hamed Eshrat für die mittlerweile mehrfach aufgelegte (und auch ins Griechische übersetzte) Graphic Novel NIEDER MIT HITLER! oder Warum Karl kein Radfahrer sein wollte (2018). Mit der Künstlerin Sophia Hirsch entwickelte Voit den biografischen Comic Ernst Busch – Der letzte Prolet, dessen Rahmenhandlung sich um ein verschollenes Gemälde, ein Ernst Busch-Porträt des DDR-Malers Ronald Paris, dreht. Gemeinsam mit der russischen Zeichnerin Lilya Matveeva, die in Moskau für die Menschenrechtsorganisation Memorial gearbeitet hat und seit Beginn des russischen Angriffskrieges gegen die Ukraine in Deutschland im Exil lebt, entstand ROSE + ROBERT – LIEBE IN ZEITEN DER KRIEGE, eine Graphic Novel über politische Haft in der DDR und die politische Situation im heutigen Russland.

### Persönliches
Jochen Voit ist der älteste Sohn der Lehrerin Iris Voit und des Geschichtsdidaktikers Hartmut Voit und Bruder des Musikpädagogen Johannes Voit. Einer seiner Cousins ist der Fotograf Robert Voit. Seit 2005 ist Jochen Voit mit der Tänzerin und Kulturmanagerin Susanne Ogan, Tochter des Publizisten Bernd Ogan, verheiratet. Das Paar hat zwei Kinder.

### Auszeichnungen, Stipendien
- 2004–2006 Promotionsstipendiat der Friedrich-Ebert-Stiftung
- 2004 Forschungsstipendiat des Deutschen Historischen Instituts Moskau
- 2006 1. Preis beim Doktorandenforum des 46. Deutschen Historikertags in Konstanz (Posterwettbewerb)
- 2016/17 Stipendiat und Absolvent der Museumsakademie museion 21 der Alfred-Toepfer-Stiftung
- 2018 Finalist beim Comicbuchpreis der Berthold Leibinger-Stiftung, zusammen mit Hamed Eshrat für NIEDER MIT HITLER! oder Warum Karl kein Radfahrer sein wollte.
- 2020 Finalist beim Comicbuchpreis der Berthold Leibinger Stiftung, zusammen mit Sophia Hirsch für ERNST BUSCH – DER LETZTE PROLET.

## Publikationen (Auswahl)

### Schriften
- Er rührte an den Schlaf der Welt. Ernst Busch – Die Biographie. Aufbau, Berlin 2010, ISBN 978-3-351-02716-2.
- mit Robert Rückel (Hrsg.): DDR-Führer. Reise in einen vergangenen Staat. 2., komplett überarbeitete und erweiterte Auflage. DDR-Museum-Verlag, Berlin 2012, ISBN 978-3-939801-16-0.
- Andreasstraße für Kinder. Das Mitmachbuch zur Ausstellung. Konzept zusammen mit Judith Mayer; Gestaltung: Anita Grabovac, Andrea Kaufmann. Stiftung Ettersberg, Erfurt 2015, ISBN 978-3-943098-12-9.
- mit Peter Maser, Hans-Joachim Veen (Hrsg.): Haft – Diktatur – Revolution. Thüringen 1949–1989. Das Buch zur Gedenk- und Bildungsstätte Andreasstraße. Stiftung Ettersberg, Erfurt 2015, ISBN 978-3-943098-13-6.
- Gedenkstätte Andreasstraße. Haft, Diktatur und Revolution in Erfurt. Ch. Links Verlag, Berlin 2016, ISBN 978-3-86153-885-1.
- mit Christiane Kuller, Annegret Schüle (Hrsg.): Nieder mit Hitler! Der Widerstand der Erfurter Handelsschüler um Jochen Bock. Landeszentrale für politische Bildung Thüringen, Erfurt 2016, ISBN 978-3-943588-91-0.
- mit Hamed Eshrat (Zeichnungen): NIEDER MIT HITLER! oder Warum Karl kein Radfahrer sein wollte. avant-verlag, Berlin 2018, ISBN 978-3-945034-98-9.
- mit Gabriele Stötzer (Zeichnungen): Rädelsführer. Studentischer Protest in der DDR 1976. Lukas Verlag, Berlin 2018, ISBN 978-3-86732-309-3.
- mit Sophia Hirsch (Zeichnungen): Ernst Busch – Der letzte Prolet. avant-verlag, Berlin 2021, ISBN 978-3-96445-059-3.
- mit Leon Biela (Hrsg.): Gewalt und Freundschaft. Kambodscha und die DDR im Zeitalter der Ideologien. Redaktion: Daniela Frölich. Stiftung Ettersberg, Weimar 2021, ISBN 978-3-943098-22-8
- mit Lilya Matveeva (Zeichnungen): ROSE + ROBERT – Liebe in Zeiten der Kriege. Schiler & Mücke, Tübingen 2025, ISBN 978-3-89930-474-9.

### Filmische Arbeiten
- ‚Nieder mit Hitler‘ – 5 Erfurter Schüler im Widerstand gegen den Nationalsozialismus. Konzept und Regie: Jochen Voit; 1. Kamera und Schnitt: Joachim Köhler; 2. Kamera: Christopher Fink; Produktion: Stiftung Ettersberg; wissenschaftliche Beratung durch die Forschungsgruppe zum Erfurter Jugendwiderstand im Nationalsozialismus (Christiane Kuller, Universität Erfurt; Annegret Schüle, Erinnerungsort Topf & Söhne; Jochen Voit, Gedenk- und Bildungsstätte Andreasstraße); gefördert durch die Friedrich-Ebert-Stiftung. 2015.
- Orte der Friedlichen Revolution in Erfurt. Vom ersten Friedensgebet zur ersten Stasi-Besetzung. Stadtrundgang mit Mediaguide in zehn Stationen. Konzept: Barbara Sengewald, Matthias Sengewald, Jochen Voit; Regie: Jochen Voit; Kamera und Schnitt: Christopher Fink; Produktion: Stiftung Ettersberg; gefördert durch die Bundesstiftung zur Aufarbeitung der SED-Diktatur. 2014/2015.